# Hluboká nad Vltavou
Hluboká nad Vltavou är en stad i Tjeckien.   Den ligger i distriktet Okres České Budějovice och regionen Södra Böhmen, i den centrala delen av landet, 110 km söder om huvudstaden Prag. Hluboká nad Vltavou ligger 394 meter över havet och antalet invånare är 4 682. Den ligger vid sjön Munický Rybník.
Terrängen runt Hluboká nad Vltavou är platt.Runt Hluboká nad Vltavou är det ganska tätbefolkat, med 52 invånare per kvadratkilometer. Närmaste större samhälle är České Budějovice, 9,1 km söder om Hluboká nad Vltavou. I omgivningarna runt Hluboká nad Vltavou växer i huvudsak blandskog.